# Jörg Dehm
Jörg Dehm (* 3. August 1963 in Mülheim an der Ruhr) ist ein deutscher Politiker der CDU. Er war vom 21. Oktober 2009 bis zum 22. Juni 2014 Oberbürgermeister der kreisfreien Stadt Hagen im südöstlichen Ruhrgebiet.
Nach dem Besuch der Grundschule schloss Dehm im Jahr 1979 seine Sekundärausbildung am Gymnasium in Mülheim  mit der Fachoberschulreife ab. Seine nachfolgende Ausbildung führte ihn in das Personalamt der Stadtverwaltung Mülheim, wo er mit Unterbrechung bis zum Jahr 1996 beschäftigt war. Von 1987 bis 1990 besuchte er die Fachhochschule für öffentliche Verwaltung Nordrhein-Westfalen, die er als Diplom-Verwaltungswirt (FH) abschloss.
Dehm war von 1996 bis 1999 Referent des Mülheimer Oberstadtdirektors Hans-Ulrich Predeick, anschließend bis 2003 persönlicher Referent von Oberbürgermeister Jens Baganz und dann bis 2009 Stadtkämmerer der Stadt Dinslaken.
Im Herbst 2008 wählte der Kreisvorstand der Hagener Christdemokraten Jörg Dehm zum Kandidaten für die Oberbürgermeisterwahl der Stadt Hagen. Bei der Wahl am 30. August 2009 konnte sich Dehm mit 39,5 % gegen den zweitplatzierten SPD-Kandidaten Jochen Weber durchsetzen und trat das Amt des Oberbürgermeisters nach Ausscheiden des bisherigen Amtsinhabers Peter Demnitz am 21. Oktober 2009 an.
Jörg Dehm ist verheiratet, er und seine Ehefrau haben zwei Töchter.
Nach einem Untreueverfahren im Frühjahr 2014 hat Dehm sein Amt frühzeitig zur Kommunalwahl 2014 zur Verfügung gestellt; als Nachfolger ist Erik O. Schulz aus der Stichwahl vom 15. Juni 2014 der Gemeinschaftskandidat von CDU, Grünen und FDP hervorgegangen.